# Крис Льове
Крис Льове (на немски: Chris Löwe) е немски футболист, играе като ляв бек и се състезава за германския Кайзерслаутерн.

## Клубна кариера
Льове започва кариерата си като юноша в аматьорския ФК Вакер Плауен, а по-късно се пръсиединява към ФК Кемницер. През сезон 2007/08 е включен в първия състав. Изиграва 84 мача за Кемницер, в които вкарва 9 гола.

### Борусия Дортмунд
През 2011 г. е продаден на Борусия Дортмунд за 200 хиляди евро и подписва 4-годишен договор с клуба. Дебютът му за клуба е в мача за Суперкупата на Германия срещу местния враг Шалке 04. В първия мач от новото първенство започва като титуляр, помагайки на Дортмунд да спечели мача срещу Хамбургер с 3-1. Изиграва още няколко мача преди титулярния ляв бек Марсел Шмелцер да се възстанови от контузия.

### Кайзерслаутерн
През януари 2013 г. Льове е продаден на отбора от Втора Бундеслига Кайзерслаутерн за сумата от 500 хиляди евро.